# Tranås (comuna)
Tranås (em sueco: Tranås kommun;  PRONÚNCIA) ou Tranos é uma comuna da Suécia localizada no condado de Jönköping. Sua capital é a cidade de Tranås. Possui 403 quilômetros quadrados e segundo censo de 2022, havia 18 804 habitantes.